# 拉斯拉沃雷斯
拉斯拉沃雷斯，是西班牙卡斯蒂利亚-拉曼恰雷阿尔城省的一个市镇。 总面积34平方公里，总人口671人（2001年），人口密度20人/平方公里。